# La prateria senza legge
La prateria senza legge (Robbers' Roost) è un film del 1955 diretto da Sidney Salkow.
È un film western statunitense con George Montgomery, Richard Boone e Sylvia Findley. È basato sul romanzo del 1932 Covo di banditi (Robbers' Roost) di Zane Grey (è il secondo adattamento cinematografico dopo Barriere d'orgoglio del 1932).

## Produzione
Il film, diretto da Sidney Salkow su una sceneggiatura di John O'Dea, Maurice Geraghty e dello stesso Salkow su un soggetto di Zane Grey (autore del romanzo), fu prodotto da Robert Goldstein e Leonard Goldstein per la Goldstein-Jacks Productions e girato a Durango, in Messico dal 2 novembre a fine novembre 1954.

## Colonna sonora
- This Is the Night - musica di Tony Romano, parole di John Bradford
- I Turned It Down - musica di Tony Romano, parole di John Bradford
- Robbers' Roost - musica di Tony Romano, parole di John Bradford e Pat Silver

## Distribuzione
Il film fu distribuito con il titolo Robbers' Roost negli Stati Uniti dal 30 maggio 1955 al cinema dalla United Artists.
Altre distribuzioni:
- in Belgio il 3 febbraio 1956 (Tex de wreker e Tex le justicier)
- in Finlandia il 25 maggio 1956 (Rosvopesä)
- in Germania Ovest il 22 giugno 1956 (Desperados)
- in Svezia il 13 agosto 1956 (Västerns våghalsar)
- in Messico il 23 ottobre 1956 (Antro de ladrones)
- in Austria nel dicembre del 1956 (Desperados)
- in Brasile (Covil de Feras)
- in Austria (Die Desperados von Arizona)
- in Italia (La prateria senza legge)

## Promozione
Le tagline sono:
- OUTLAW GANG WAR!
- ONE GUN AGAINST ONE HUNDRED - AND THE WINNER GETS THE WOMAN(
- THE MOST SAVAGE KILLERS LAIR IN THE WEST!...If You Rode In With A Badge On Your Chest---You Were Carried Out With A Bullet In Your Back!
- THE KILLERS LAIR WHERE WOMEN WENT TO THE FASTEST DRAW...AND VULTURES WAITED FOR THE SLOWEST!